# 粗背蝙蝠魚
粗背蝙蝠魚（学名：Ogcocephalus parvus）為輻鰭魚綱鮟鱇目棘茄魚亞目棘茄魚科的其中一種，分布於西大西洋美國北卡羅萊納州至巴西海域，屬底棲性魚類，棲息深度29-126公尺，體長可達10分，棲息底層水域，生活習性不明。
其种加词“Parvus”意为“小的”。